# Aina Otsuka
Aina Otsuka este o fostă membră din Juice=Juice.  Ea a plecat din trupă și din Hello Pro Kenshuusei la 5 iulie 2013. Nickname-ul ei era Tsukapon.

## Cântece cu ea în Juice=Juice
- Watashi ga Iu Mae ni Dakishimenakya ne
- Samidare Bijo ga Samidareru
- Ten Made Nobore!

## Cântece cu ea în Hello Pro Kenshuusei
- Kanojo ni Naritai!!!